# Platymantis paengi
Platymantis paengi es una especie de anfibio anuro de la familia Ceratobatrachidae.

## Distribución geográfica
Esta especie es endémica de Panay en Filipinas. Habita entre los 180 y 300 m sobre el nivel del mar en el Monte Lihidan.

## Descripción
Los machos miden de 27 a 34 mm.

## Etimología
Esta especie lleva el nombre en honor a Rafe Marion Brown. De hecho, paeng es el nombre en tagalo que significa Rafael.

## Publicación original
- Siler, Linkem, Diesmos & Alcala, 2007: A new species of Platymantis (Amphibia: Anura: Ranidae) from Panay Island, Philippines. Herpetologica, vol. 63, p. 351-364[6]